# Samogłoska średnia
Samogłoska średnia – typ samogłoski występujący w niektórych językach. Charakteryzuje się tym, że w trakcie wymawiania język jest ułożony dokładnie w połowie wysokości między pozycjami, w których wymawia się samogłoski otwarte i samogłoski przymknięte. W międzynarodowej transkrypcji fonetycznej IPA tylko jedna samogłoska średnia posiada odrębny symbol:
- samogłoska średnia centralna [ə]. Symbol [ə] nie posiada zdefiniowanego zaokrąglenia, choć najczęściej jest używany do transkrypcji samogłoski niezaokrąglonej. Jeśli niezbędne jest zdefiniowanie zaokrąglenia, można to zrobić na kilka sposobów:
  - samogłoskę średnią centralną niezaokrągloną można transkrybować jako obniżoną samogłoskę półprzymkniętą centralną niezaokrągloną [ɘ̞] albo jako podwyższoną samogłoskę półotwartą centralną niezaokrągloną [ɜ̝].
  - samogłoskę średnią centralną zaokrągloną można transkrybować jako obniżoną samogłoskę półprzymkniętą centralną zaokrągloną [ɵ̞] albo jako podwyższoną samogłoskę półotwartą centralną zaokrągloną [ɞ̝].

Istnieją też cztery samogłoski średnie, które nie posiadają odrębnych symboli w IPA. Z reguły zapisywane są one przy pomocy symboli samogłosek półprzymkniętych [e, ø, ɤ, o]:
- samogłoskę średnią przednią niezaokrągloną można transkrybować jako obniżoną samogłoskę półprzymkniętą przednią niezaokrągloną [e̞] albo jako podwyższoną samogłoskę półotwartą przednią niezaokrągloną [ɛ̝]. Występuje ona m.in. w języku angielskim.
- samogłoskę średnią przednią zaokrągloną można transkrybować jako obniżoną samogłoskę półprzymkniętą przednią zaokrągloną [ø̞] albo jako podwyższoną samogłoskę półotwartą przednią zaokrągloną [œ̝]. Występuje ona m.in. w języku fińskim.
- samogłoskę średnią tylną niezaokrągloną można transkrybować jako obniżoną samogłoskę półprzymkniętą tylną niezaokrągloną [ɤ̞] albo jako podwyższoną samogłoskę półotwartą tylną niezaokrągloną [ʌ̝]. Występuje ona m.in. w języku bułgarskim.
- samogłoskę średnią tylną zaokrągloną można transkrybować jako obniżoną samogłoskę półprzymkniętą tylną zaokrągloną [o̞] albo jako podwyższoną samogłoskę półotwartą tylną zaokrągloną [ɔ̝]. Występuje ona m.in. w języku angielskim.